# Song Hye-kyo
Song Hye-kyo (sinh ngày 22 tháng 11 năm 1981) là một nữ diễn viên người Hàn Quốc. Được đánh giá là một trong những nữ diễn viên Hàn Quốc xuất sắc nhất trong thế hệ của mình, cô nổi tiếng thông qua những vai chính trong các bộ phim truyền hình gồm Trái tim mùa thu (2000), Một cho tất cả (2003), Ngôi nhà hạnh phúc (2004), Gió đông năm ấy (2013), Hậu duệ mặt trời (2016), Gặp gỡ (2018) và Vinh quang trong thù hận (2022).
Năm 2017, cô đứng thứ 7 trong danh sách những người nổi tiếng quyền lực nhất Hàn Quốc do tạp chí Forbes bình chọn và đứng thứ 6 năm 2018. Cô được gọi là một trong "The Troika" cùng với Kim Tae-hee và Jun Ji-hyun, được gọi chung bằng từ viết tắt "Tae-Hye-Ji". Thành công của các bộ phim truyền hình của Song Hye-kyo trên quốc tế đã đưa cô trở thành một ngôi sao Hallyu hàng đầu.

## Tiểu sử
Khi mới sinh ra, cô bị bệnh nặng đến mức bố mẹ và bác sĩ nghĩ rằng cô sẽ không qua khỏi. Sau khi hồi phục, bố mẹ của Song Hye-kyo đã đăng ký khai sinh cho cô vào ngày 26 tháng 2 năm 1982 (thay vì ngày sinh thực của cô là ngày 22 tháng 11 năm 1981).
Bố mẹ của Song Hye-kyo đã ly hôn khi cô còn nhỏ, sau đó cô được mẹ nuôi dưỡng. Họ chuyển từ nơi sinh của cô ở Daegu đến quận Gangnam ở Seoul, nơi cô được đào tạo như một vận động viên trượt băng nghệ thuật ở trường tiểu học nhưng bỏ dở khi cô học lớp 8. Song Hye-kyo tự nhận mình là người nhút nhát và sống nội tâm, nhưng khi theo học tại Trường Trung học Nữ sinh Ewha, cô được giáo viên trung học mô tả là có "tính cách vui vẻ, hòa đồng với bạn bè và luôn có tâm trạng vui vẻ." Song Hye-kyo theo học Đại học Sejong, nơi cô theo học chuyên ngành Nghệ thuật Điện ảnh, cho đến học kỳ I năm 1 và xin bảo lưu kết quả. Sau đó, cô không thể sắp xếp thời gian và chính thức thôi học năm 2002.

## Sự nghiệp

### 1996 - 2004: Ra mắt, đột phá và danh tiếng quốc tế
Năm 1996, 14 tuổi, Song Hye-kyo đang là học sinh trung học cơ sở năm thứ ba, cô đã giành chiến thắng trong Cuộc thi SunKyung Smart Model, và cô đã xuất hiện trong ngành giải trí với vai trò người mẫu cho công ty đồng phục trường học. Điều này đã dẫn đến việc cô được đóng một vai nhỏ trong bộ phim truyền hình đầu tiên, Mối tình đầu. Cô tiếp tục xuất hiện trong một loạt các bộ phim truyền hình và sitcom, đặc biệt là bộ phim Soonpoong Clinic. Nhưng đến bộ phim truyền hình Trái tim mùa thu vào năm 2000 với Song Seung-heon và Won Bin, cô mới bắt đầu nổi tiếng ở Hàn Quốc và khắp châu Á. Bộ phim đạt được thành công nhất định, là tiên phong trong xu hướng âm nhạc Hàn Quốc cũng như làn sóng Hàn Quốc và đưa Song Hye-kyo trở thành ngôi sao Hallyu.
Năm 2003, mức độ nổi tiếng của cô tiếp tục được gia tăng. Cô đóng vai chính cùng với Lee Byung-hun trong bộ phim truyền hình Một cho tất cả, thu hút một lượng người xem lớn trên toàn quốc. Bộ phim đạt được tỷ lệ người xem cao nhất lúc bấy giờ là 47,7%. Năm tiếp theo, cô đã tham gia cùng với nam ca sĩ Rain trong bộ phim hài Ngôi nhà hạnh phúc. Bộ phim đã đạt được thành công nhanh chóng và giúp Song Hye-kyo trở thành một trong những nữ diễn viên Hàn Quốc nổi tiếng nhất ở châu Á.

### 2005 - 2012: Phim điện ảnh đầu tay và các dự án ở nước ngoài
Đầu năm 2005, Song Hye-kyo đến San Francisco để học tiếng Anh, sau đó đến Seattle. Cô dành thời gian cho bản thân lại sau khi hoàn thành bộ phim Ngôi nhà hạnh phúc. "Tôi đã có một khoảng thời gian nghỉ ngơi tốt, đó là cơ hội để tôi suy nghĩ về bản thân mình", Song Hye-kyo chia sẻ. Cô trở lại Hàn Quốc vào ngày 5 tháng 3 năm 2005. Cùng năm, cô đã lần đầu xuất hiện trên màn ảnh rộng trong tác phẩm My Girl and I (làm lại từ bộ phim Crying Out Love) cùng với nam diễn viên Cha Tae-hyun. Cô chứng minh được bản thân khi đảm nhận nhiều vai trò khác nhau.

Song Hye-kyo vào tháng 14 năm 2012.

Cô trở lại màn ảnh rộng vào năm 2007, với bộ phim chuyển thể Hoàng Chân Y. Mặc dù Jun Ji-hyun và Soo Ae là những lựa chọn ban đầu cho vai diễn này. Một năm sau, cô xuất hiện lần đầu ở Mỹ trong bộ phim Make Yourself at Home (tên cũ là Fetish), một bộ phim kinh dị tâm lý về cô gái được sinh ra từ một bà mẹ là người của giáo phái Saman, cô trốn tránh sức mạnh của một pháp sư trong mình bằng cách trở thành một cô dâu nhập cư ở Mỹ.
Cô tái xuất màn ảnh nhỏ vào cuối năm 2008 với Thế giới họ đang sống, một bộ phim được lấy bối cảnh tại một đài truyền hình, trong đó cô và Hyun Bin đóng vai những nhà sản xuất làm việc cùng nhau và yêu nhau.
Trong năm 2010, cô đóng vai chính trong Camellia, phim bao gồm ba bộ phim ngắn do các đạo diễn châu Á đạo diễn. Mỗi tập được đặt trong bối cảnh quá khứ, hiện tại và tương lai của thành phố Busan. Trong đoạn cuối cùng của bộ phim Love for Sale, Song Hye-kyo và Kang Dong-won là hai diễn viên chính.
Song Hye-kyo được coi là một trong những phụ nữ đẹp nhất Hàn Quốc
Vào đầu năm 2011, Song Hye-kyo đã phát hành sách ảnh Moment, Song Hye-kyo được chụp bởi những nhiếp ảnh gia hàng đầu ở nhiều quốc gia trên thế giới: Atlanta, New York, Buenos Aires, Patagonia, Paris, Hà Lan và Brazil. Lợi nhuận thu được từ việc bán sách ảnh đã được quyên góp cho các trẻ em đang gặp khó khăn.
Cùng năm, Song Hye-kyo đóng vai một nhà làm phim tài liệu trong Lẽ sống. Cô là một fan hâm mộ lớn của đạo diễn Lee Jeong-hyang, muốn tham gia diễn xuất trong bộ phim mặc dù cô đã gặp khó khăn để trở thành nhân vật mong muốn, Song Hye-kyo nói rằng cô yêu thích kịch bản và cảm thấy diễn xuất của mình đã trưởng thành. Cô coi bộ phim là "bước ngoặt" trong cuộc đời cô.
Năm 2011, cô trở thành nữ diễn viên châu Á đầu tiên ký hợp đồng với hãng Effigies của Pháp, mở đường cho việc cô có thể thâm nhập vào thị trường châu Âu.
Cô đã phát hành một quyển tự truyện ảnh mang tên It's Time for Hye-kyo vào năm 2012. Tác phẩm nhanh chóng lọt Top 10 cuốn sách bán chạy nhất Hàn Quốc sau ngày ra mắt chỉ hơn một tuần.
Song Hye-kyo đóng một vai phụ trong Nhất đại tông sư, bộ phim của đạo diễn Vương Gia Vệ về Lý Tiểu Long, lúc đó cô đã học được tiếng Quảng Đông.

### 2013 - nay: Tiếp tục phát triển sự nghiệp
Song Hye-kyo hợp tác với nhà biên kịch và đạo diễn của Thế giới ta đang sống trong tác phẩm Gió đông năm ấy (dựa theo bộ phim Ai Nante Irane Yo, Natsu vào năm 2003). Cô là một cô gái mắc phải chứng suy giảm thị lực, mắt cô gần như không thể thấy gì, trong phim cô diễn xuất cùng với Jo In-sung. Bộ phim lan tỏa sức hút lớn ra toàn châu Á. Song Hye-kyo đã đoạt giải Daesang tại lễ trao giải APAN lần thứ 2 nhờ vai diễn Oh Young.
Năm 2014, Song Hye-kyo tái hợp với Kang Dong-won trong Những tháng năm rực rỡ, một bộ phim chuyển thể của E J-yong từ cuốn tiểu thuyết bán chạy nhất của Aerial: My Palpitating Life.
Năm 2013, The crossing là bộ phim Trung Quốc thứ hai của cô được phát hành và được đạo diễn bởi John Woo.
Cô tiếp tục tham gia một bộ phim Trung Quốc khác vào năm 2015, Tôi là nữ vương, một bộ phim hài lãng mạn hiện đại về ba phụ nữ. Cùng tham gia với cô là Trần Kiều Ân và Y Năng Tịnh, dưới sự chỉ đạo của nữ diễn viên Y Năng Tịnh.
Năm 2016, Song Hye-kyo đóng vai chính trong bộ phim Hậu duệ mặt trời, bộ phim về chuyện tình giữa một Đại úy quân đội (do Song Joong-ki đóng) và một bác sĩ phẫu thuật (do Song Hye-kyo đóng) yêu nhau sau khi trải qua nhiều lần xông pha vào chốn hiểm nguy. Bộ phim cực kỳ thành công với tập cuối cùng đã thu được rating trên 38,8%, gây sốt trên đất nước Hàn Quốc, nhiều nước ở châu Á và trên thế giới. Bộ phim đã giúp Hàn Quốc quảng bá nền văn hóa ra thế giới, Song Hye-kyo một lần nữa khẳng định vị trí ngôi sao Hallyu và thường xuyên đứng đầu các cuộc thăm dò dư luận ở châu Á trong năm 2016. Cuối năm, Song Hye-kyo đã đoạt giải Daesang, giải thưởng cao nhất tại KBS Drama Awards cùng với nam diễn viên Song Joong-ki.
Sau hai năm gián đoạn, cô trở lại màn ảnh nhỏ với bộ phim tình cảm lãng mạn Gặp gỡ của tvN cùng với Park Bo-gum.

## Đời tư

### Kết hôn

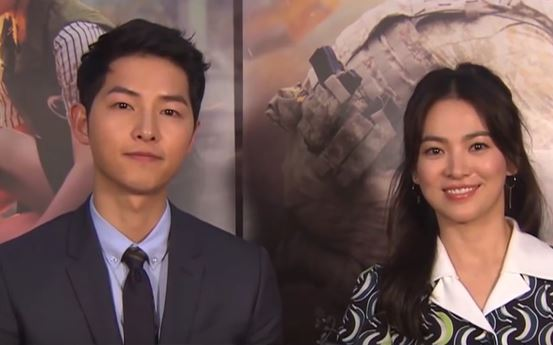
Song Joong-ki và Song Hye-kyo

Vào ngày 5 tháng 7 năm 2017, Song Hye-kyo và bạn diễn Song Joong-ki trong bộ phim truyền hình Hậu duệ mặt trời tuyên bố thông qua công ty quản lý của cả hai rằng họ đã đính hôn. Họ kết hôn trong một buổi hôn lễ riêng tư vào ngày 31 tháng 10 năm 2017 tại Youngbingwan, khách sạn Shilla ở Seoul, thu hút sự quan tâm của giới truyền thông trên khắp châu Á. Hôn lễ có sự tham gia của gia đình và bạn bè thân thiết nhất của cặp đôi, bao gồm diễn viên Lee Kwang-soo, Yoo Ah-in và Park Bo-gum, người đã chơi piano trong tiệc cưới.
Vào ngày 27 tháng 6 năm 2019, Song Joong-ki tiết lộ rằng anh đã đệ đơn ly hôn với Song Hye-kyo vào ngày hôm trước. Thủ tục ly hôn được hoàn tất vào ngày 22 tháng 7 năm 2019.
Vào ngày 25 tháng 7 năm 2019, Song Hye-kyo đã đệ đơn kiện 15 cư dân mạng trực tuyến về tội "lan truyền thông tin sai lệch, bôi nhọ và xúc phạm danh dự". Mặc dù lý do ly hôn đã được công ty quản lý nói rõ là do sự khác biệt về tính cách, nhưng những tin đồn thất thiệt xung quanh vụ ly hôn vẫn tiếp tục được lan truyền, bao gồm lời tuyên bố rằng Song Hye-kyo đã thực hiện một cuộc hôn nhân giả nhằm mục đích nâng cao hình ảnh nổi tiếng của cô. Cáo buộc này đã tạo được độ tin cậy nhất định, vì có thông tin cho rằng nữ diễn viên hiếm khi tham dự các sự kiện của gia đình chồng, và cặp đôi đã mua một ngôi nhà trị giá 12 triệu USD ở Seoul mà chưa bao giờ sống tại đây. 
Song Hye-kyo đã quyên góp cho các nỗ lực cứu trợ khẩn cấp để giúp đỡ các nạn nhân của vụ cháy rừng. 
Quyên góp 100 triệu won để hỗ trợ cứu trợ khẩn cấp cho các nạn nhân cháy rừng ở khu vực Gangwon và Gyeongbuk.
Hội Chữ thập đỏ Hàn Quốc thông báo vào ngày 7 tháng 3 năm 2022 rằng Song Hye-kyo đã quyên góp 100 triệu won cho Hội Chữ thập đỏ.
Cùng với khoản quyên góp này, Song Hye-kyo chia sẻ: "Tôi hy vọng những nạn nhân mất nhà cửa do cháy rừng có thể nhanh chóng trở lại cuộc sống thường nhật", và "Tôi hy vọng khoản quyên góp này sẽ giúp ích cho nhiều người, bao gồm cả các nạn nhân và nhân viên cứu trợ khẩn cấp tại hiện trường". Khoản quyên góp của Song Hye-kyo sẽ được sử dụng cho các hoạt động cứu trợ khẩn cấp cho các nạn nhân thông qua các chi nhánh Hội Chữ thập đỏ tại khu vực Gangwon và Gyeongbuk, nơi xảy ra thiệt hại do cháy rừng.
Song Hye-kyo cũng đã quyên góp thông qua thử thách Ice Bucket Challenge. Vào ngày 14, Song Hye-kyo đã đăng trên SNS của mình: "Tôi được nam diễn viên Lee Do-hyun đề cử tham gia Thử thách quyên góp xô nước đá năm 2023". Cùng với đó, Song Hye-kyo còn tiết lộ giấy chứng nhận chứng minh cô đã quyên góp 10 triệu won cho Quỹ Seungil Hope. Ông tiếp tục, "Để xây dựng bệnh viện điều trị bệnh Lou Gehrig đầu tiên tại Hàn Quốc, chúng tôi cần sự quan tâm và hỗ trợ của nhiều người", và nói, "Tôi cũng sẽ ủng hộ và cổ vũ để trái tim quý báu của mỗi người có thể cùng nhau thực hiện công việc có ý nghĩa và để trái tim ấm áp này có thể tiếp tục phát triển bền vững." Thử thách Xô Đá là một chiến dịch quyên góp tiếp sức nhằm nâng cao nhận thức về bệnh Lou Gehrig và giúp đỡ bệnh nhân. Người được đề cử phải dội nước đá lên người hoặc quyên góp trong vòng 24 giờ, sau đó đề cử ba người khác tham gia thử thách.

## Hoạt động khác
Song Hye-kyo đã dành thời gian để giúp động vật từ năm 2007. Trong năm 2012, hình ảnh cô bí mật tham gia vào hoạt động tình nguyện xuất hiện trên mạng. Những hình ảnh cho thấy Song Hye-kyo làm hoạt động tình nguyện vào một ngày mưa ở nơi trú ẩn động vật hoang dã ở Cheonan. Vào năm 2013, Kara đã đăng ảnh của cô và người bạn diễn Im Se-mi của Gió đông năm ấy làm việc tại một nhà lưu trú chó ở Yeoju. Cho đến nay, Song Hye-kyo vẫn tham gia vào các hoạt động liên quan.
Cộng tác với Giáo sư Seo Kyung-duk
Một đại diện từ công ty quản lý của Song Hye-kyo cho biết, "Vì Song Hye-kyo đã đi công tác nhiều, cô ấy đã nhận thức được tầm quan trọng của việc khách du lịch có thể đọc được thông tin bằng ngôn ngữ của họ." Song Hye-kyo hợp tác với giáo sư Seo Kyung-duk của Đại học nữ sinh Sungshin, đã quyết định tặng tài liệu hoặc thông tin bằng tiếng Hàn cho nhiều địa điểm lịch sử, phòng trưng bày nghệ thuật và các viện bảo tàng khác nhau trên thế giới. Giáo sư Seo ca ngợi Song Hye-kyo, người đã ủng hộ đất nước của cô một cách lặng lẽ.
- Vào tháng 1 năm 2012, tài trợ xuất bản cuốn sách hướng dẫn MoMA tại thành phố New York.
- Tháng 4 năm 2012, Song Hye-kyo cũng chi cho việc sản xuất cuốn sách mới của Hàn Quốc cho Tượng đài Yun Bong Gil tại Thượng Hải, Trung Quốc.
- Vào tháng 11 năm 2012, đặt một hộp video quảng cáo về Hàn Quốc tại Bảo tàng Mỹ thuật ở Boston.
- Song Hye-kyo nhận thức sâu sắc về những khó khăn mà những người khiếm thị gặp phải khi đóng trong Gió Mùa Đông Năm Ấy. Vì vậy, Tháng 3 năm 2013, Song Hye-kyo quyết định tài trợ cho việc xuất bản sách hướng dẫn cho người khiếm thị tại Hội trường Độc lập Hàn Quốc ở Cheonan.
- Vào tháng 8 năm 2013, Song Hye-kyo và Seo Kyung-duk tài trợ cho việc khắc tranh trên đồng để đóng góp cho bảo tàng Yi Jun Peace ở Hague, Hà Lan.
- Vào tháng 10 năm 2013, tặng sách hướng dẫn về Hàn Quốc tại Nhà Tưởng niệm An Jung-geun ở Harbin, Trung Quốc.
- Vào tháng 11 năm 2013, fan hâm mộ của Song Hye-kyo đã thông báo rằng họ đã tặng sách hướng dẫn Hàn Quốc cho Bảo tàng Lịch sử Quốc gia ở Uzbekistan
- Tháng 4 năm 2014, tặng 10.000 tờ thông tin Hàn Quốc cho tòa nhà Chính phủ Hàn Quốc ở Hangzhou, Trung Quốc.
- Vào tháng 4 năm 2015, Song Hye-kyo tặng tiền để in các tài liệu quảng cáo tại nhà thờ ở thành phố New York.
- Tháng 4 năm 2016, cô đã tặng tài liệu quảng cáo tiếng Hàn cho Tượng Nữ thần Tự do ở thành phố New York.
- Vào tháng 8 năm 2016, để kỷ niệm Ngày Giải phóng Dân tộc Hàn Quốc vào ngày 15 tháng 8, Song Hye-kyo đã hợp tác với giáo sư Seo đã tặng 10.000 tờ bướm cho làng Utoro ở Nhật Bản.
- Vào tháng 12 năm 2016, cô và giáo sư Seo đã tặng 10.000 bản sao cuốn sách hướng dẫn của Hàn Quốc tới Nhà Tưởng niệm Yun Bong Gil tại Thượng Hải để tưởng niệm ngày mất của ông.
- Tháng 3 năm 2017, Song Hye-kyo tổ chức hiến tặng 10.000 bản sao cuốn sách hướng dẫn của Hàn Quốc tới các địa điểm lịch sử của Hàn Quốc ở Tokyo.
- Vào tháng 5 năm 2017, cô và giáo sư Seo đã cung cấp sách hướng dẫn tiếng Hàn cho Bảo tàng Hoàng gia Ontario ở Toronto.
- Vào tháng 8 năm 2017, cô và giáo sư Seo đã tặng sách hướng dẫn về các di tích lịch sử của Hàn Quốc nằm ở Kyoto.

## Danh sách phim

### Phim truyền hình
| Năm         | Tên phim                                 | Vai                                             | Kênh    | Nguồn         |
| ----------- | ---------------------------------------- | ----------------------------------------------- | ------- | ------------- |
| 1995        | New Generation Report: Adults Don't Know | Phân đoạn ngắn                                  | KBS2    |               |
| 1996 - 1997 | Mối tình đầu                             | Một trong những học sinh được Hyo-kyung dạy kèm | KBS2    |               |
| 1997        | Happy Morning                            | Oh Ye-boon                                      | KBS2    |               |
| 1997        | Beautiful Face                           | Phân đoạn ngắn                                  | SBS     |               |
| 1997        | 70-minute Drama: When They Met           |                                                 | SBS     |               |
| 1997        | One of a Pair                            |                                                 | MBC     |               |
| 1997 - 1998 | Áo Cưới                                  | Cháu gái                                        | KBS2    |               |
| 1998 - 1999 | Six Siblings                             | Choi Eun-shil                                   | MBC     | [ 28 ]        |
| 1998 - 2000 | Soonpoong Clinic                         | Oh Hye-kyo                                      | SBS     |               |
| 1998        | White Nights 3.98                        | Hong Jung-yeon lúc trẻ                          | SBS     | [ 29 ]        |
| 1998        | Deadly Eyes                              | Oh Jung-ah                                      | SBS     |               |
| 1998 - 1999 | How Am I?                                | Ye-rin                                          | SBS     |               |
| 1999 - 2000 | Marching                                 | Song Hye-kyo                                    | SBS     | [ 30 ]        |
| 1999 - 2000 | Wedding Dress                            | Kim Young-hee                                   | SBS     | [ 31 ]        |
| 2000        | Trái tim mùa thu                         | Yoon/Choi Eun-seo                               | KBS2    |               |
| 2001        | Người quản lí khách sạn                  | Kim Yoon-hee                                    | MBC     | [ 32 ]        |
| 2001        | Guardian Angel                           | Jung Da-so                                      | SBS     | [ 33 ]        |
| 2003        | Một cho tất cả                           | Min Su-yeon/Angela                              | SBS     |               |
| 2004        | Ánh sáng của tình yêu                    | Ji Yeon-woo                                     | SBS     | [ 34 ]        |
| 2004        | Ngôi nhà hạnh phúc                       | Han Ji-eun                                      | KBS2    |               |
| 2008        | Thế giới ta đang sống                    | Joo Joon-young                                  | KBS2    |               |
| 2013        | Gió đông năm ấy                          | Oh Young                                        | SBS     |               |
| 2016        | Hậu duệ mặt trời                         | Kang Mo-yeon                                    | KBS2    |               |
| 2018 - 2019 | Gặp gỡ                                   | Cha Soo-hyun                                    | tvN     |               |
| 2021        | Bây giờ, chúng ta đang chia tay          | Ha Yeong-eun                                    | SBS     | [ 35 ] [ 36 ] |
| 2022 - 2023 | Vinh quang trong thù hận                 | Moon Dong-eun                                   | Netflix |               |
| 2022 - 2023 | Vinh quang trong thù hận                 | Moon Dong-eun                                   | Netflix |               |

### Phim điện ảnh
| Năm  | Tên phim                   | Vai                   | Ghi chú         |
| ---- | -------------------------- | --------------------- | --------------- |
| 2005 | My Girl and I              | Bae Su-eun            |                 |
| 2007 | Hwang Jin Yi               | Hwang Jin-yi          |                 |
| 2008 | Make Yourself at Home      | Sookhy                | Phim độc lập Mỹ |
| 2010 | Camellia - "Love for Sale" | Bo-ra                 | Phim Omnibus    |
| 2011 | Countdown                  | pretty girl, (poster) | Khách mời       |
| 2011 | Lẽ sống                    | Da-hye                |                 |
| 2013 | Nhất đại tông sư           | Trương Vĩnh Thành     | Phim Trung Quốc |
| 2014 | Những tháng năm rực rỡ     | Choi Mi-ra            |                 |
| 2014 | The Crossing: Part 1       | Chu Uyển Phân         | Phim Trung Quốc |
| 2015 | Tôi là nữ vương            | Annie                 | Phim Trung Quốc |
| 2015 | The Crossing: Part 2       | Chu Uyển Phân         | Phim Trung Quốc |

## Radio và chương trình giải trí
| Năm       | Chương trình                       | Vai trò         | Kênh         |
| --------- | ---------------------------------- | --------------- | ------------ |
| 1998      | GO! Our Heaven                     |                 | MBC          |
| 1998      | Inkigayo                           | MC              | SBS          |
| 1999-2000 | Our Happy Saturday                 | MC              | SBS          |
| 2000      | Music Bank                         | MC              | KBS          |
| 2001      | Mnet KM Music Festival             | MC              | Mnet         |
| 2007      | She's Olive: Song Hye-kyo ở Paris  | Song Hye-kyo    | O'live       |
| 2007      | Guerilla Date                      | Khách mời       | KBS          |
| 2007      | Jung Yup's Blue Night              | Khách mời       | MBC FM4U     |
| 2008      | Gutannubo                          | Khách mời       | Fuji TV      |
| 2009      | Good Morning Panda (Phim tài liệu) | Người kể chuyện | EBS          |
| 2011      | Cultwo Show                        | Khách mời       | SBS Power FM |
| 2011      | Jung Yup's Blue Night              | Khách mời       | MBC FM4U     |
| 2011      | Bae Cheol-soo's Music Camp         | Khách mời       | MBC FM4U     |
| 2016      | May, the Children (Phim tài liệu)  | Người kể chuyện | KBS1         |

## Âm nhạc

### Video âm nhạc
| Năm  | Tên bài hát       | Nghệ sĩ       | Bạn diễn                    |
| ---- | ----------------- | ------------- | --------------------------- |
| 1996 | "This Promise"    | Kim Soo-keun  |                             |
| 2000 | "Curious Destiny" | Shin Sung-woo | Shin Sung-woo               |
| 2000 | "Once Upon A Day" | Kim Bum-soo   | Song Seung-heon, Ji Jin-hee |

### Đĩa đơn
| Năm  | Tên bài hát        | Nghệ sĩ                    | Ghi chú                                     |
| ---- | ------------------ | -------------------------- | ------------------------------------------- |
| 2003 | "Narration"        | Song Hye-kyo, Ock Joo Hyun | Bài hát số 10, album "Nan" của Ock Joo Hyun |
| 2012 | "Switch: Be White" | Song Hye-kyo, John Park    | Nhạc quảng cáo nhãn hàng Laneige            |

## Sách
| Năm  | Tựa sách              | Thể loại  | Tác giả      | Nhà xuất bản  | IBSN          |
| ---- | --------------------- | --------- | ------------ | ------------- | ------------- |
| 2011 | Moment, Song Hye-kyo  | Sách ảnh  | Song Hye-kyo | Nangman Books | 9788994842127 |
| 2012 | It's Time For Hye Kyo | Tự truyện | Song Hye-kyo | Nangman Books | 9788994842226 |

## Giải thưởng và đề cử
| Năm  | Giải thưởng                                        | Hạng mục                                               | Đề cử                             | Kết quả   |
| ---- | -------------------------------------------------- | ------------------------------------------------------ | --------------------------------- | --------- |
| 1996 | SunKyung Smart Model Contest                       | Grand Prize                                            | —                                 | Đoạt giải |
| 1998 | SBS Drama Awards                                   | Nữ diễn viên mới xuất sắc nhất                         | How Am I?                         | Đoạt giải |
| 2000 | KBS Drama Awards                                   | Nữ diễn viên ăn ảnh nhất                               | Trái tim mùa thu                  | Đoạt giải |
| 2000 | KBS Drama Awards                                   | Nữ diễn viên nổi tiếng nhất                            | Trái tim mùa thu                  | Đoạt giải |
| 2001 | 37th Baeksang Arts Awards                          | Nữ diễn viên được yêu thích nhất, hạng mục truyền hình | Trái tim mùa thu                  | Đoạt giải |
| 2001 | 37th Baeksang Arts Awards                          | Nữ diễn viên mới xuất sắc nhất, hạng mục truyền hình   | Trái tim mùa thu                  | Đề cử     |
| 2001 | Gold Song Awards (Hong Kong)                       | Ngôi sao hàng đầu Hàn Quốc                             | —                                 | Đoạt giải |
| 2001 | 16th Golden Disk Awards                            | Video âm nhạc nổi tiếng nhất                           | "Once Upon a Day" của Kim Bum-soo | Đoạt giải |
| 2001 | SBS Drama Awards                                   | Top 10 ngôi sao                                        | Thần hộ mệnh                      | Đoạt giải |
| 2001 | SBS Drama Awards                                   | Giải thưởng SBSi                                       | Thần hộ mệnh                      | Đoạt giải |
| 2002 | CETV Awards                                        | Top 10 người giải trí châu Á                           | —                                 | Đoạt giải |
| 2003 | SBS Drama Awards                                   | Top 10 ngôi sao                                        | Một cho tất cả                    | Đoạt giải |
| 2003 | SBS Drama Awards                                   | Nữ diễn viên xuất sắc nhất                             | Một cho tất cả                    | Đoạt giải |
| 2004 | KBS Drama Awards                                   | Cặp đôi đẹp nhất (với Rain)                            | Ngôi nhà hạnh phúc                | Đoạt giải |
| 2004 | KBS Drama Awards                                   | Nữ diễn viên xuất sắc nhất                             | Ngôi nhà hạnh phúc                | Đoạt giải |
| 2004 | KBS Drama Awards                                   | Nữ diễn viên được yêu thích nhất                       | Ngôi nhà hạnh phúc                | Đoạt giải |
| 2004 | KBS Drama Awards                                   | Nữ diễn viên nổi tiếng nhất                            | Ngôi nhà hạnh phúc                | Đoạt giải |
| 2005 | 41st Baeksang Arts Awards                          | Nữ diễn viên xuất sắc nhất, hạng mục truyền hình       | Đề cử                             |           |
| 2006 | 42nd Baeksang Arts Awards                          | Nữ diễn viên mới xuất sắc nhất, hạng mục điện ảnh      | Cô nàng đáng yêu                  | Đề cử     |
| 2006 | 43rd Grand Bell Awards                             | Nữ diễn viên mới xuất sắc nhất                         | Cô nàng đáng yêu                  | Đề cử     |
| 2007 | 28th Blue Dragon Film Awards                       | Nữ diễn viên xuất sắc nhất                             | Nàng Hwang Jin Yi                 | Đề cử     |
| 2007 | 6th Korean Film Awards                             | Nữ diễn viên mới xuất sắc nhất                         | Nàng Hwang Jin Yi                 | Đoạt giải |
| 2008 | KBS Drama Awards                                   | Nữ diễn viên xuất sắc nhất, thể loại phim ít tập       | Thế giới họ đang sống             | Đề cử     |
| 2009 | Shanghai New Entertainment All Star Charity Awards | Ngôi sao từ thiện quyến rũ nhất                        | —                                 | Đoạt giải |
| 2009 | 43rd Taxpayer's Day                                | Khen thưởng của Thủ tướng Chính phủ                    | —                                 | Đoạt giải |
| 2011 | 12th Women in Film Korea Awards                    | Nữ diễn viên xuất sắc nhất                             | Lẽ sống                           | Đoạt giải |
| 2013 | 49th Baeksang Arts Awards                          | Nữ diễn viên xuất sắc nhất, hạng mục truyền hình       | Gió đông năm ấy                   | Đề cử     |
| 2013 | 7th Mnet 20's Choice Awards                        | 20's Drama Star - Female                               | Gió đông năm ấy                   | Đề cử     |
| 2013 | 8th Seoul International Drama Awards               | Nữ diễn viên nổi bật nhất                              | Gió đông năm ấy                   | Đề cử     |
| 2013 | 6th Korea Drama Awards                             | Daesang (Giải thưởng cao nhất)                         | Gió đông năm ấy                   | Đề cử     |
| 2013 | 2nd APAN Star Awards                               | Nữ diễn viên hàng ́đầu xuất sắc nhất                    | Gió đông năm ấy                   | Đề cử     |
| 2013 | 2nd APAN Star Awards                               | Daesang (Giải thưởng cao nhất)                         | Gió đông năm ấy                   | Đoạt giải |
| 2013 | SBS Drama Awards                                   | Cặp đôi đẹp nhất (với Jo In-sung)                      | Gió đông năm ấy                   | Đề cử     |
| 2013 | SBS Drama Awards                                   | Top 10 ngôi sao                                        | Gió đông năm ấy                   | Đoạt giải |
| 2013 | SBS Drama Awards                                   | Nữ diễn viên xuất sắc nhất, thể loại phim ít tập       | Gió đông năm ấy                   | Đoạt giải |
| 2016 | 52nd Baeksang Arts Awards                          | Nữ diễn viên xuất sắc nhất, hạng mục truyền hình       | Hậu duệ mặt trời                  | Đề cử     |
| 2016 | 52nd Baeksang Arts Awards                          | Nữ diễn viên được yêu thích nhất, hạng mục truyền hình | Hậu duệ mặt trời                  | Đoạt giải |
| 2016 | 52nd Baeksang Arts Awards                          | Ngôi sao toàn cầu iQiYi                                | Hậu duệ mặt trời                  | Đoạt giải |
| 2016 | 5th APAN Star Awards 2016                          | Cặp đôi đẹp nhất (với Song Joong-ki)                   | Hậu duệ mặt trời                  | Đoạt giải |
| 2016 | 5th APAN Star Awards 2016                          | Nữ diễn viên xuất sắc nhất, thể loại phim ít tập       | Hậu duệ mặt trời                  | Đề cử     |
| 2016 | 5th APAN Star Awards 2016                          | Daesang (Giải thưởng cao nhất)                         | Hậu duệ mặt trời                  | Đề cử     |
| 2016 | 7th Korean and Popular Culture and Arts Awards     | Giải thưởng của Tổng thống                             | —                                 | Đoạt giải |
| 2016 | 9th Korea Drama Awards                             | Cặp đôi đẹp nhất (với Song Joong-ki)                   | Hậu duệ mặt trời                  | Đoạt giải |
| 2016 | 1st Asia Artist Awards                             | Diễn viên xuất sắc nhất                                | Hậu duệ mặt trời                  | Đề cử     |
| 2016 | KBS Drama Awards                                   | Cặp đôi đẹp nhất châu Á (với Song Joong-ki)            | Hậu duệ mặt trời                  | Đoạt giải |
| 2016 | KBS Drama Awards                                   | Cặp đôi đẹp nhất (với Song Joong-ki)                   | Hậu duệ mặt trời                  | Đoạt giải |
| 2016 | KBS Drama Awards                                   | Nữ diễn viên xuất sắc nhất                             | Hậu duệ mặt trời                  | Đề cử     |
| 2016 | KBS Drama Awards                                   | Nữ diễn viên xuất sắc nhất, thể loại phim ít tập       | Hậu duệ mặt trời                  | Đề cử     |
| 2016 | KBS Drama Awards                                   | Daesang (Giải thưởng cao nhất)                         | Hậu duệ mặt trời                  | Đoạt giải |
| 2017 | 5th DramaFever Awards                              | Nữ diễn viên xuất sắc nhất                             | Hậu duệ mặt trời                  | Đoạt giải |
| 2023 | 59th Baeksang Arts Awards                          | Nữ diễn viên chính xuất sắc nhất hạng mục truyền hình  | The Glory                         | Đoạt giải |